# Oekraïne op de Olympische Jeugdwinterspelen 2012
Oekraïne was een van de landen die deelnam aan de Olympische Jeugdwinterspelen 2012 in Innsbruck, Oostenrijk.

## Medailleoverzicht
| Sport                                                                    | Olympiër                           | Onderdeel    | Medaille |
| ------------------------------------------------------------------------ | ---------------------------------- | ------------ | -------- |
| Kunstrijden                                                              | Oleksandra Nazarova Maksym Nikitin | ijsdansen    | Zilver   |
| Als lid van een gemengd landenteam (telt niet mee voor landenklassement) |                                    |              |          |
| Kunstrijden                                                              | Jaroslav Paniot                    | gemengd team | Zilver   |
| Shorttrack                                                               | Mariya Dolgopolova                 | gemengd team | Zilver   |

## Deelnemers en resultaten
(m) = mannen, (v) = vrouwen 

### Alpineskiën
| Olympiër             | Onderdeel           | Resultaat | Prestatie                           |
| -------------------- | ------------------- | --------- | ----------------------------------- |
| Dmytro Mytsak        | super g (m)         | 27e       | 1.08,89 (+4,44)                     |
| Dmytro Mytsak        | supercombinatie (m) | 26e       | 1.52,18 (+11,73) (1.08,35, 43,83)   |
| Dmytro Mytsak        | reuzenslalom (m)    | 28e       | 2.02,91 (+11,21) (1.03,03, 59,88)   |
| Dmytro Mytsak        | slalom (m)          | 26e       | 1.30,64 (+12,28) (46,30, 44,34)     |
|                      |                     |           |                                     |
| Anastasiia Gorbunova | super g (v)         | 26e       | 1.12,53 (+6,75)                     |
| Anastasiia Gorbunova | supercombinatie (v) | -         | - (-) (1.12,84, DNS)                |
| Anastasiia Gorbunova | reuzenslalom (v)    | 30e       | 2.08,94 (+12,81) (1.04,42, 1.04,52) |
| Anastasiia Gorbunova | slalom (v)          | -         | - (-) (48,73, DNF)                  |

### Biatlon
| Olympiër                                                              | Onderdeel                 | Resultaat | Prestatie                                                                                             |
| --------------------------------------------------------------------- | ------------------------- | --------- | --- |
| Dmytro Ihnatyev                                                       | 7,5 km sprint (m)         | 22e       | 21.39,9 (+2.18,2) pen.: 3 (2+1)                                                                       |
| Dmytro Ihnatyev                                                       | 10 km achtervolging (m)   | 27e       | +4.40,9 pen.: 8 (4+2+1+1)                                                                             |
| Maksym Ivko                                                           | 7,5 km sprint (m)         | 7e        | 20.28,4 (+1.06,7) pen.: 3 (1+2)                                                                       |
| Maksym Ivko                                                           | 10 km achtervolging (m)   | 10e       | +2.18,3 pen.: 7 (0+2+3+2)                                                                             |
|                                                                       |                           |           | |
| Anastasiya Merkushyna                                                 | 6 km sprint (v)           | 14e       | 19.01,7 (+1.34,0) pen.: 3 (2+1)                                                                       |
| Anastasiya Merkushyna                                                 | 7,5 km achtervolging (v)  | 18e       | +5.45,1 pen.:8 (4+1+1+2)                                                                              |
| Yuliya Zhuravok                                                       | 6 km sprint (v)           | 18e       | 19.23,1 (+1.55,4) pen.: 2 (2+0)                                                                       |
| Yuliya Zhuravok                                                       | 7,5 km achtervolging (v)  | 8e        | +3.15,5 pen.:0 (0+0+0+0)                                                                              |
| Julija Czurawok Anastazija Merkuszyna Dmytro Ignatiew Maksym Iwko     | gemengde estafette        | 4e        | 1:14.47,5 (+3.40,7) (0+5 3+7) 17.02,6 (0+0 0+1) 16.41,3 (0+1 0+2) 20.55,5 (0+1 1+3) 20.08,1 (0+1 1+3) |
| Anastasiya Merkushyna Oksana Shatalova Maksym Ivko Oleksii Krasovskyi | biatlon/langlaufestafette | 14e       | 1:08.48,9 (4+10) 20.15,3 (0+1 1+3) 11.06,2 24.44,0 (2+3 1+3) 12.43,4                                  |

### Kunstrijden
| Olympiër                                                                           | Onderdeel           | Resultaat | Prestatie                                         |
| ---------------------------------------------------------------------------------- | ------------------- | --------- | ------------------------------------------------- |
| Jaroslav Paniot                                                                    | solo (m)            | 9e        | 132.55 [kk: 36.04 (13), vk: 96.51 (8)]            |
|                                                                                    |                     |           |                                                   |
| Darin Khussein                                                                     | solo (v)            | 9e        | 109.31 [kk: 39.77 (10), vk: 69.54 (11)]           |
|                                                                                    |                     |           |                                                   |
| Ielizaveta Usmantseva Vladislav Lysoy                                              | paren               | 5e        | 95.35 [kk: 34.81 (5), vk: 60.54 (5)]              |
|                                                                                    |                     |           |                                                   |
| Oleksandra Nazarova Maksym Nikitin                                                 | ijsdansen           | Zilver    | 131.68 [kk: 57.44 (2), vk: 74.24 (2)]             |
|                                                                                    |                     |           |                                                   |
| Team 2 FIN Eveliina Viljanen Jaroslav Paniot RUS Maria Simonova / Dmitri Dragun    | gemengd landen team | Zilver    | 16 pnt. (237.35) 06 (76.27) 04 (85.06) 06 (76.02) |
| Team 8 EST Sindra Kriisa FRA Timofei Novaikin Oleksandra Nazarova / Maksym Nikitin | gemengd landen team | 4e        | 13 pnt. (236.52) 01 (58.52) 05 (99.56) 07 (78.44) |

### Langlaufen
| Olympiër                                                              | Onderdeel                 | Resultaat | Prestatie                                                            |
| --------------------------------------------------------------------- | ------------------------- | --------- | -------------------------------------------------------------------- |
| Oleksii Krasovskyi                                                    | 10 km klassiek (m)        | 20e       | 31.53,0 (+2.24,2)                                                    |
| Oleksii Krasovskyi                                                    | sprint (m)                | 25e       | kwartfinale                                                          |
|                                                                       |                           |           |                                                                      |
| Oksana Shatalova                                                      | 5 km klassiek (v)         | 15e       | 16.22,0 (+2.04,0)                                                    |
| Oksana Shatalova                                                      | sprint (v)                | 19e       | kwartfinale                                                          |
|                                                                       |                           |           |                                                                      |
| Anastasiya Merkushyna Oksana Shatalova Maksym Ivko Oleksii Krasovskyi | biatlon/langlaufestafette | 14e       | 1:08.48,9 (4+10) 20.15,3 (0+1 1+3) 11.06,2 24.44,0 (2+3 1+3) 12.43,4 |

### Noordse combinatie
| Olympiër          | Onderdeel     | Resultaat | Prestatie                                                        |
| ----------------- | ------------- | --------- | ---------------------------------------------------------------- |
| Vitaliy Marchenko | Gundersen (m) | 16e       | schansspringen: 58,0 m - 80,0 p. (16e +3.50) langlaufen: +7.46,7 |

### Rodelen
| Olympiër                                                                     | Onderdeel    | Resultaat | Prestatie                                    |
| ---------------------------------------------------------------------------- | ------------ | --------- | -------------------------------------------- |
| Anton Dukach                                                                 | enkel (m)    | 04e       | 1.19,942 (+0,339) (39,89; 40,096)            |
| Yuriy Skyba                                                                  | enkel (m)    | 16e       | 1.20,596 (+0,993) (40,237; 40,218)           |
| Volodymyr Buryy / Anatolii Lehedza                                           | dubbel (m)   |           | (44,028; dns) niet gestart in 2e run         |
|                                                                              |              |           |                                              |
| Team Oekraïne Olena Stetskiv Anton Dukach Volodymyr Buryy / Anatolii Lehedza | gemengd team | 07e       | 2.20,189 (+1,879) 2.45,556 2.46,852 2.47,781 |
|                                                                              |              |           |                                              |
| Galyna Kurechko                                                              | enkel (v)    | 13e       | 1.22,023 (+1,826) (41,107; 40,916)           |
| Olena Stetskiv                                                               | enkel (v)    | 09e       | 1.22,637 (+1,440) (40,837; 40,800)           |

### Schansspringen
| Olympiër       | Onderdeel       | Resultaat | Prestatie                     |
| -------------- | --------------- | --------- | ----------------------------- |
| Sergej Drozdow | individueel (m) | 12e       | 214,6 ptn. (69,5 m en 68,0 m) |

### Shorttrack
| Olympiër                                                                | Onderdeel                | Resultaat | Prestatie                                        |
| ----------------------------------------------------------------------- | ------------------------ | --------- | ------------------------------------------------ |
| Mariya Dolgopolova                                                      | 500 m (v)                | 07e       | F (B): 50,545 HF (A/B1): 1.16,375 KF (3): 49,624 |
| Mariya Dolgopolova                                                      | 1000 m (v)               | 14e       | KF (1): niet gefinisht                           |
|                                                                         |                          |           |                                                  |
| Team F Mariya Dolgopolova CHN Qu Chunyu CHN Xu Hongzhi GBR Aydin Djemal | gemengde landenestafette | Zilver    | F (A): 4.24,360 HF (1): 4.23,141                 |